# Vomir

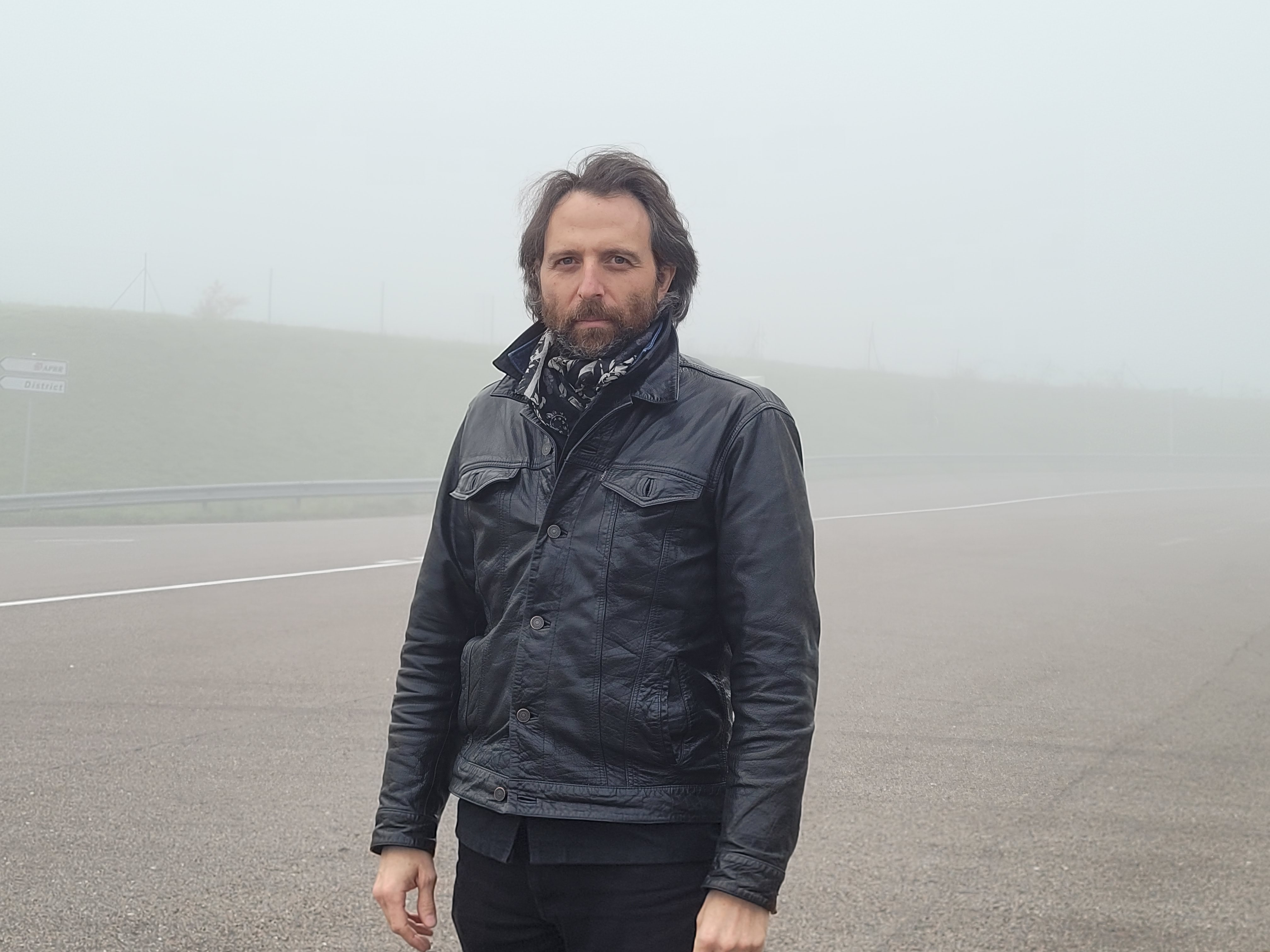
Perrot w 2020

Romain Perrot (ur. 1973 w Paryżu), lepiej znany pod pseudonimem Vomir – francuski artysta tworzący muzykę Harsh noise wall. Od początku swojej kariery, którą rozpoczął w 1996 roku, Vomir pojawił się w ponad 300 wydawnictwach, w tym w singlach i albumach we współpracy z innymi artystami noise. Spopularyzował on gatunek muzyczny Harsh noise wall, który on sam nazywa ruchem.
Zainspirowany Pink Floyd, Vomir zaczął uczyć się robienia muzyki w dzieciństwie. W latach 90. pojawił się na scenie muzyki eksperymentalnej dzięki częstym współpracom z artystami Bimbo Tower, U-Bahn i Instants Chavirés. Później polubił artystkę The Rita i jej samozwańczy gatunek „militant walls”, co doprowadziło do stworzenia i spopularyzowania przez niego gatunku Harsh noise wall w 2006 roku.
Vomir jest założycielem i głównym organizatorem festiwalu Harsh Noise Wall, organizowanego w Montreuil. Współpracował między innymi z Markiem Hurtado, Rotted Brain, Écoute la Merde, Werewolf Jerusalem, Government Alpha i Torturing Nurse.